# دونكان دوف
Bjjjvbkkدونكان دوف (بالإنجليزية: Duncan Duff)‏ هو ممثل بريطاني، ولد في 8 فبراير 1964 في المملكة المتحدة.

## وصلات خارجية
- دونكان دوف على موقع IMDb (الإنجليزية)
- دونكان دوف على موقع ألو سيني (الفرنسية)
- دونكان دوف على موقع أول موفي (الإنجليزية)
- دونكان دوف على موقع قاعدة بيانات الفيلم (الإنجليزية)
- دونكان دوف على موقع كينوبويسك (الروسية)